# Hănăsenii Noi, Leova
Hănăsenii Noi este satul de reședință al comunei cu același nume  din raionul Leova, Republica Moldova.

## Istoric
În aprilie 1821 este dusă la bun sfîrșit înălțarea unei biserici de lemn în localitate.

## Demografie

### Structura etnică
Structura etnică a satului Hănăsenii Noi conform recensământului populației din 2004:
| Grup etnic                                               | Populație | % Procentaj  |
| -------------------------------------------------------- | --------- | ------------ |
| Băștinași declarați Moldoveni Băștinași declarați Români | 1.037 11  | 97,28% 1,03% |
| Ruși                                                     | 5         | 0,47%        |
| Ucraineni                                                | 3         | 0,28%        |
| Bulgari                                                  | 3         | 0,28%        |
| Găgăuzi                                                  | 2         | 0,19%        |
| Alții                                                    | 5         |              |
| Total                                                    | 1.066     |              |